# Zaghouania
Zaghouania is een geslacht van roesten uit de familie Pucciniaceae. De typesoort is Zaghouania phillyrea.

## Soorten
Volgen Index Fungorum telt dit geslacht drie soorten (peildatum april 2023):
| Soortnaam             | Auteur(s)               | Publicatiejaar |
| --------------------- | ----------------------- | -------------- |
| Zaghouania notelaeae  | (Syd.) Aime & McTaggart | 2020           |
| Zaghouania oleae      | (E.J. Butler) Cummins   | 1960           |
| Zaghouania phillyreae | Pat.                    | 1901           |